# Notre-Dame-de-Bliquetuit
 Notre-Dame-de-Bliquetuit  es una población y comuna francesa, en la región de Alta Normandía, departamento de Sena Marítimo, en el distrito de Rouen y cantón de Caudebec-en-Caux.

## Demografía
| 386 | 393 | 413 | 469 | 504 | 559 |
| Para los censos de 1962 a 1999 la población legal corresponde a la población sin duplicidades (Fuente: INSEE [Consultar]) |     |     |     |     |     |